# Dschibrīl ibn ʿUmar
Abū l-Amāna Dschibrīl ibn ʿUmar al-Aqdasī (arabisch أبو الأمانة جبريل بن عمر الأقدسي, DMG Abū l-Amāna Ǧibrīl ibn ʿUmar al-Aqdasī; gestorben nach 1786 in der Nähe von Madaoua) war ein Usūl-Gelehrter aus der Agadès-Region, der zu den bedeutendsten islamischen Gelehrten der zentralen Sudanzone im 18. Jahrhundert gehörte. In seinen Predigten und Schriften erklärte er die muslimischen Herrscher der Sudanländer zu Ungläubigen. Mit dieser Lehre und seinem rigorosen Vorgehen gegen unislamische Bräuche übte er einen starken Einfluss auf die Bewegung von Uthman dan Fodio aus, die 1804 einen Dschihad gegen die Könige der Hausastaaten begann und wenige Jahre später das Kalifat von Sokoto begründete.

## Leben
Dschibrīls ethnischer Hintergrund ist nicht geklärt. Während die mündliche Überlieferung besagt, dass er den Hausa angehörte, beschreibt er sich in einem seiner Werke mit der Nisba al-Fallātī, was darauf hinweist, dass er zu den Fulānī gehörte. Seine Nisba al-Aqdasī weist darauf hin, dass er aus Agadès stammt. Seine Ausbildung erhielt er bei ʿAlī Dschobbo, Abū Bakr ibn al-Hāddsch ʿUthmān und seinem eigenen Bruder ʿAlī. Zu unbekanntem Zeitpunkt begab sich Dschibrīl zusammen mit seinem Lehrer Muhammad ibn al-Hāddsch zur Wallfahrt nach Mekka.
Nach der Hausa-Chronik hielt sich Dschibrīl insgesamt zwölf Jahre in Mekka auf. Einer anderen Quelle zufolge verbrachte er 18 Jahre in Ägypten und nur zwei Jahre in Mekka. In Ägypten hatte er Kontakt zu verschiedenen Chalwatīya-Gelehrten, so zu dem schafiitischen Rechtsgelehrten Yūsuf ibn Sālim al-Hifnī (gest. 1763) und zu Ahmad ad-Dardīr (gest. 1786), einem Schüler und Chalīfa von Muhammad ibn Sālim al-Hifnī (gest. 1768), der zur Erneuerung der Chalwatīya in Ägypten beigetragen hatte. Ahmad ad-Dardīr lehrte ihn um 1763 den wird der Chalwatīya und führte ihn damit in den Orden ein.
Nach seiner Rückkehr nach Agadès predigte Dschibrīl bei den Tuareg. In seinen Predigten erklärte er diejenigen Bewohner des Sudan, die mehr als vier Frauen nahmen, ihre Frauen nicht verschleierten, zuließen, dass sich die Frauen unter die Männer mischten, Frauen bei der tribalen Auseinandersetzung raubten, oder die Güter der Waisen unterschlugen, für Ungläubige. Damit stand er der Auffassung nahe, die frühere Tuareg Mudschāhidūn von den Ait-Awari genutzt hatten, um ihre Überfälle auf Sufi-Zentren in den Dörfern von Azawagh und Ayar zu rechtfertigen. Mit seinen Predigten stieß Dschibrīl auf große Resonanz in den Städten, die von Habe, also Nicht-Fulanis bewohnt waren. Als Dschibrīl auf der Grundlage seiner Lehren im Aïr-Gebiet einen Dschihad ausrief, erzürnte das die Tuareg so sehr, dass er fliehen musste.
Dschibrīl unternahm daraufhin eine zweite Wallfahrt nach Mekka, bei der ihn sein Sohn ʿUmar begleitete. Auf dieser Reise traf er in Kairo mit dem Gelehrten Murtadā az-Zabīdī (gest. 1791) zusammen, der ihm am 10. Rabīʿ II 1198 (= 3. März 1784) eine Idschāza für die Übermittlung all seiner Kommentare und Schriften ausstellte. Diese Idschāza ist in einem Werk seines Schülers Uthman dan Fodio überliefert. Murtadā az-Zabīdī übermittelte Dschibrīl auch eine Tradition über die Herkunft des Fulānī-Volkes. Demnach gehen die Fulānī auf Dschaʿfar ibn Abī Tālib, den Cousin des Propheten Mohammed, zurück. Um 1786 kehrte Dschibrīl in die Sudanzone zurück. Er lebte zuerst in dem Ort Kude und zog dann in ein Tal um, das Madschi (Madaoua?) genannt wurde. Er starb zu unbekanntem Zeitpunkt in der Nähe von Madaoua im nordwestlichen Gobir.

## Werke
- al-Bulūġ an-nāfiʿ ʿalā uṣūl al-Kaukab as-sātiʿ, Superkommentar zu al-Kaukab as-sātiʿ, einem Kommentar von Dschalāl ad-Dīn as-Suyūtī zu dem Usūl-al-fiqh-Handbuch Ǧamʿ al-ǧawāmiʿ von Tādsch ad-Dīn as-Subkī.[20] Dies war der erste Text eines Gelehrten aus der Sudanzone zu den Usūl al-fiqh.[21]
- Kitāb fī t-takfīr bi-l-maʿāṣī, Traktat über den Takfīr auf Grund von Sünden. Muhammad Bello zitiert aus diesem Werk die folgende Passage: „Was die Ereignisse in den Sudan-Ländern anlangt und diejenigen, die die Werke des Unglaubens und die Werke des Islams miteinander vermischen, nämlich die Mehrzahl der Könige und Soldaten dieser Länder, so handelt es sich hierbei nicht um eine unrechtmäßige Neuerung, eine Verfälschung, eine Veränderung oder Annahme einer Sunna. Nein, es ist vielmehr ein Unglaube, in dem sie verharren. Es ist nämlich von keinem von ihnen überliefert, dass er ihn aufgegeben hat. [...] Dadurch, dass sie ihrer Unterdrückung die Lichter des Gebets und des Fastens und das Aussprechen des 'Es gibt keinen Gott außer Gott' beigemischt haben, denkt der Unwissende von ihnen, dass sie Muslime seien, doch nein, sie sind keine Muslime.“[22]
- Naẓm fī t-takfīr bi-l-maʿāṣī, Gedicht im einfachen Radschaz-Stil über dasselbe Thema in 26 Versen.[23] In diesem Gedicht, das in zwei Werken seines Schülers Uthman dan Fodio überliefert ist, wirft Dschibrīl den Menschen im Sudan vor, an dem Gesetz der Dschāhilīya festzuhalten, das Gott durch die Scharia abgelöst hat.[24]

## Bedeutung für die Anführer des Fulani-Dschihad
Dschibrīl hatte zahlreiche Schüler, zu denen auch die Anführer des Fulani-Dschihad Uthman dan Fodio (1754–1817) und sein Bruder Abdullahi dan Fodio (1765–1829) gehörten. Auch deren Cousins Muhammad al-Firabrī und al-Mustafā ibn ʿUthmān studierten bei ihm.
Uthman dan Fodio schloss sich Dschibrīl an, nachdem er zwei Jahre bei seinem Onkel ʿUthmān Bindūrī studiert hatte. Er blieb bei ihm ein Jahr und begleitete ihn nach Agadès. Unter Dschibrīls Einfluss begann Uthman selbst über den Unglauben der Sünder zu predigen. Er kopierte auch Dschibrīls Werk über den Unglauben des großen Sünders und diskutierte darüber mit ihm. Dschibrīl wollte ihn auf seine zweite Wallfahrt mitnehmen, doch lehnte Uthmans Vater dies wegen seines zarten Alters ab. Nachdem Dschibrīl von der Wallfahrt zurückgekehrt war, besuchte ihn 1787 Uthman zusammen mit seinem Bruder Abdullahi in Gudi. Dschibrīl führte sie in die Silsilas der Qādirīya, der Schādhilīya und der Chalwatīya ein und erteilte ihnen verschiedene Idschāzas. Uthmān blieb bei Dschibrīl nur einige Tage und zog dann nach Zamfara weiter.
Abdullahi dan Fodio hielt sich etwas länger bei Dschibrīl auf. Er berichtet, dass er bei ihm mehrere Bücher zu den Usūl al-fiqh studierte, darunter das Kitāb Anwār al-burūq von Schihāb ad-Dīn al-Qarāfī und den Ǧamʿ al-ǧawāmiʿ von Tādsch ad-Dīn as-Subkī mit dem Kommentar al-Kaukab as-sātiʿ von as-Suyūtī, zu dem Dschibrīl einen Superkommentar geschrieben hatte. Dschibrīl erteilte ihm auch eine Idschāza für die von ihm übermittelten Überlieferungen sowie für das Gedicht Alfīyat as-sanad von Murtadā az-Zabīdī. Abdullahi dan Fodio hatte den Wunsch, Dschibrīl noch ein zweites Mal zu treffen, allerdings ist nicht klar, ob diese zweite Begegnung zustande kam. Er berichtet, dass er Dschibrīl an seinen neuen Wohnort in dem Tal Madschi eine auf den Buchstaben Dschīm reimende Qasīda schickte, in der er ihn und seine Anhänger rühmte.
Uthman hat die Überlieferketten, die er von seinen Lehrern erhalten hat, in zwei Werken zusammengestellt, den Asānīd aḍ-ḍaʿīf und den Asānīd al-faqīr. Dschibrīl ibn ʿUmar nimmt als Übermittler von Überlieferungsketten die wichtigste Stellung ein. Allerdings stand Uthman der besonderen Sündenlehre seines Lehrers etwas distanziert gegenüber. In seinem Werk Naṣaʾiḥ al-umma al-Muḥammadīya ("Ratschläge für die muhammadanische Gemeinschaft") zitierte er sein Gedicht über den Unglauben des großen Sünders und wies dieses mit dem Argument zurück, dass nach dem Konsens der Sunniten Ungehorsam gegenüber Gott nur eine Freveltat (fisq) darstelle, diese jedoch nicht den Glauben einer Person ungültig mache. Er warnte, dass sich Menschen, die diese Lehre vertreten, in eine gefährliche Nähe zu den ketzerischen Charidschiten begeben. Außerdem warf er Dschibrīl Inkonsistenzen in seiner Lehre vor: Das eine Mal erkläre er, dass die Bewohner des Sudans deshalb zu Ungläubigen geworden seien, weil sie implizit die Begehung von Sünden erlaubten, das andere Mal deshalb, weil sie Taten begingen, die durch keine Deutung des Korans gerechtfertigt werden könnten. Die Inkonsistenzen in seiner Lehre entschuldigte er mit Dschibrīls Sorge um diese muhammadanische Gemeinschaft (šafaqatu-hū ʿalā hāḏihi al-umma al-Muḥammadīya).
Gleichzeitig forderte er seine Anhänger dazu auf, nicht schlecht über Scheich Dschibrīl zu denken. Er hob hervor, dass Dschibrīl der Erste war, der die tadelnswerten Gewohnheiten in den Sudanländern zerstörte, und nahm für sich selbst in Anspruch, sein Werk zu vollenden. In diesem Sinne sagte er in einem Gedicht von sich: „Eine Welle bin ich von den Wellen Dschibrīls“ (fa-mauǧa anā min amwāǧ Ǧibrīl). Den Aussagen Dschibrīls über den Unglauben der Bewohner des Sudans versuchte er dadurch die Härte zu nehmen, dass er sie zu einem reinen Ausdruck des Tadels erklärte, mit dem Dschibrīl diese nicht wirklich habe für ungläubig erklären wollen. Später verfasste Uthman noch ein eigenständiges Werk mit dem Titel Šifāʾ al-ġalīl fī ḥall mā aškala fī kalām šaiḫi-nā Ǧibrīl („Stillung des Durstes hinsichtlich der Lösung der Probleme in der Rede unseres Scheichs Dschibrīl“), in dem er äußerte, dass die Bewohner der Sudangebiete Gott dafür dankbar sein sollten, dass er ihnen Scheich Dschibrīl geschickt habe.
Als 1804 Uthman und Abdullahi den Dschihad gegen die Hausa-Könige begannen, war Dschibrīl schon tot, aber einer seiner Söhne namens Muhammadān schloss sich den militärischen Aktivitäten der beiden Brüder an. Umgekehrt fühlte sich auch Uthmans Sohn, der zweite Kalif Muhammad Bello, dem Lehrer seines Vaters sehr verbunden. In seinem Werk Infāq al-maisūr zählte er die lobenswerten Eigenschaften von Dschibrīl auf. Und in einem Gedicht pries er ihn als „Scheich der Scheiche in unserem Land“, durch den die „Finsternisse des Irrtums“ (ẓulam aḍ-ḍalāl) gelüftet worden seien, „als ob er eine Lampe in unserem Land gewesen wäre“.
In der modernen Geschichtsschreibung von Sokoto wird die Rolle von Dschibrīl als Mentor Uthman dan Fodios stark hervorgehoben und behauptet, dass er Uthman das Banner des Sieges gereicht habe und der erste gewesen sei, der ihm die Baiʿa leistete.